# NXT TakeOver 31
NXT TakeOver 31 – gala wrestlingu wyprodukowana przez federację WWE dla zawodników z brandu NXT. Odbyła się 4 października 2020 w WWE Performance Center w Orlando w stanie Floryda. Emisja była przeprowadzana na żywo za pośrednictwem WWE Network oraz w systemie pay-per-view. Była to trzydziesta pierwsza gala w chronologii cyklu NXT TakeOver i czwarta w 2020 roku.
Podczas gali odbyło się siedem walk, w tym dwie były dark matchami. W walce wieczoru, Finn Bálor pokonał Kyle’a O’Reilly’ego broniąc NXT Championship. W przedostatniej walce, Io Shirai pokonała Candice LeRae i obroniła NXT Women’s Championship. W innych ważnych walkach, Santos Escobar obronił NXT Cruiserweight Championship pokonując Isaiaha „Swerve” Scotta oraz Damian Priest pokonał Johnny’ego Gargano broniąc NXT North American Championship.

## Produkcja
NXT TakeOver 31 oferowało walki profesjonalnego wrestlingu z udziałem wrestlerów z brandu NXT. Oskryptowane rywalizacje (storyline’y) kreowane były podczas cotygodniowych gal NXT. Wrestlerzy są przedstawieni jako heele (negatywni, źli zawodnicy i najczęściej wrogowie publiki) i face’owie (pozytywni, dobrzy i najczęściej ulubieńcy publiki), którzy rywalizują pomiędzy sobą w seriach walk mających budować napięcie. Kulminacją rywalizacji jest walka wrestlerska lub ich seria. NXT TakeOver 31 było czwartą galą cyklu TakeOver wyprodukowaną w 2020.

### Wpływ COVID-19
W wyniku pandemii COVID-19, która zaczęła wpływać na branżę w połowie marca, WWE musiało zaprezentować większość swojego programu z zestawu bez udziału realnej publiczności. Transmisje NXT odbyły się początkowo w macierzystej bazie NXT w Full Sail University w Winter Park w stanie Floryda. W październiku 2020 roku wydarzenia NXT zostały przeniesione do WWE Performance Center w Orlando w stanie Floryda, gdzie znajduje się „Capitol Wrestling Center”, hołd złożony Capitol Wrestling Corporation, poprzednikowi WWE. Podobnie jak WWE ThunderDome wykorzystywane do programowania Raw i SmackDown, tablice LED zostały umieszczone wokół Performance Center, aby fani mogli uczestniczyć wirtualnie, podczas gdy dodatkowo obecni byli przyjaciele i członkowie rodziny wrestlerów, a także ograniczona liczba rzeczywistych fanów, oddzielonych od siebie ściankami ze szkła.

### Rywalizacje
23 września na odcinku NXT, Kyle O’Reilly wygrał Gauntlet Eliminator match, pokonując Bronsona Reeda, Camerona Grimesa, Kushidę i Timothy’ego Thatchera, by zmierzyć się z NXT Championem Finnem Bálorem o tytuł na TakeOver 31.
23 września na odcinku NXT, Candice LeRae wygrała kobiecy Battle Royal i została pretendentką do walki o NXT Women’s Championship przeciwko Io Shirai na TakeOver 31.
23 września na odcinku NXT, generalny menadżer NXT, William Regal, ogłosił, że Damian Priest będzie bronił NXT North American Championship przeciwko Johnny’emu Gargano na TakeOver 31.
12 sierpnia na odcinku NXT, Kushida i powracający Velveteen Dream rywalizowali w Triple Threat matchu, aby określić, kto zakwalifikuje się do Ladder matchu na TakeOver XXX. Po walce Dream zaatakował Kushidę. 8 września na odcinku NXT, Kushida powrócił i zaatakował Dreama. 26 września, ogłoszono walkę pomiędzy nimi na TakeOver 31.

## Wyniki walk
| Nr                                                                                    | Wyniki                                                                                   | Stypulacje                                      | Czas  |
| ------------------------------------------------------------------------------------- | ---------------------------------------------------------------------------------------- | ----------------------------------------------- | ----- |
| 1D                                                                                    | Xia Li pokonała Emily Andzulis                                                           | Singles match                                   | –     |
| 2D                                                                                    | Danny Burch pokonał Daniela Vidota                                                       | Singles match                                   | –     |
| 3                                                                                     | Damian Priest (c) pokonał Johnny’ego Gargano                                             | Singles match o NXT North American Championship | 18:39 |
| 4                                                                                     | Kushida pokonał Velveteena Dreama poprzez submission                                     | Singles match                                   | 13:00 |
| 5                                                                                     | Santos Escobar (c) (z Joaquinem Wildem i Raulem Mendozą) pokonał Isaiaha Swerve’a Scotta | Singles match o NXT Cruiserweight Championship  | 15:14 |
| 6                                                                                     | Io Shirai (c) pokonała Candice LeRae                                                     | Singles match o NXT Women’s Championship        | 16:45 |
| 7                                                                                     | Finn Bálor (c) pokonał Kyle’a O’Reilly’ego                                               | Singles match o NXT Championship                | 28:28 |
| (c) – mistrz/mistrzyni przed walkąD – walka była dark matchem (nietransmitowana w TV) |                                                                                          |                                                 |       |